# Ectropis laricaria
Ectropis laricaria là một loài bướm đêm trong họ Geometridae.